# 卡蘭加拉區
卡蘭加拉區是非洲中部國家烏干達的111個區之一，由中部區負責管轄，首府是卡蘭加拉，總面積9,066.8平方公里，海拔高度1,240米，經濟產業有捕魚業、旅遊業、農業和畜牧業，2010年人口估計為46,500。

## 外部連結
- About Kalangala District（页面存档备份，存于）

00°26′S 32°15′E / 0.433°S 32.250°E